# Aéroport de Kikwit
Pour les articles homonymes, voir KKW.
L'aéroport de Kikwit (code IATA : KKW • code OACI : FZCA) est l'aéroport de la province de Kwilu dans la ville de Kikwit en République démocratique du Congo.
La balise non directionnel de Kwikit (Ident : KKW) est situé à 3,3 kilomètres à l'Est de l'aéroport.

## Situation
| Bandundu Basango Mboliasa Bunia Gbadolite Gemena Goma Ilebo Kalemie Kananga Kikwit Kindu Kinshasa-Ndjili Kinshasa-N'Dolo Kisangani Kolwezi Lodja Lubumbashi Matari Matadi Mbandaka Mbuji Mayi Nioki Tshikapa Tshumbe |

## Compagnie aérienne et destination
| Compagnies | Destinations    |
| ---------- | --------------- |
| Kin Avia   | Kinshasa N'dolo |

Edité le 24/10/2023